# سامي فوينتيس
سامي فوينتيس (18 فبراير 1964 ببورتوريكو في الولايات المتحدة - ) هو ملاكم بورتوريكي.

## وصلات خارجية
- سامي فوينتيس على موقع بوكس ريك (الإنجليزية) (registration required)